# Багырсак
Багырсак (Багырсах-Дереси; азерб. Bağırsaqdərəçay) — река в Азербайджане, левый приток Аракса. Протекает по территории Шарурского и Садараксого районов Нахичеванской АР.

## Описание
Длина реки составляет 33 км, площадь бассейна — 117 км². Река берёт начало на высоте 1860 м.
Основным источником питания являются дождевые воды, в течение большей части года река пересыхает.